# Suzanne Vega (album)
Albums de Suzanne Vega
Solitude Standing
(1987)
Suzanne Vega est le premier album de Suzanne Vega, sorti en 1985. 

## L'album
Remarquée en concert, elle se voit proposer un contrat par A&M en 1984 et travaille alors avec l'ancien guitariste de Patti Smith, Lenny Kaye, pour enregistrer son premier album. Suzanne Vega obtient son premier succès avec le titre Marlene on the wall qui la fait entrer dans les charts. Le magazine Rolling Stone place l'album à la 80e place de son classement des 100 meilleurs albums des années 1980. Il figure dans l'ouvrage de référence Les 1001 albums qu'il faut avoir écoutés dans sa vie. 

### Titres
Tous les titres sont de Suzanne Vega.
1. Cracking (2:49)
2. Freeze Tag (2:36)
3. Marlene on the Wall (3:40)
4. Small Blue Thing (3:54)
5. Straight Lines (3:49)
6. Undertow (3:26)
7. Some Journey (3:38)
8. The Queen and the Soldier (4:48)
9. Knight Moves (3:36)
10. Neighborhood Girls (3:21)

### Musiciens
- Suzanne Vega : voix, guitare acoustique
- Steve Addabbo : voix, guitare acoustique et électrique, synthétiseur
- Darol Anger : violon électrique
- Frank Christian : guitare acoustique et électrique
- Paul Dugan : basse
- Sue Evans : batterie, percussions
- Jon Gordon : guitare électrique
- Peter Gordon : synthétiseur (string)
- Frank Gravis : basse
- Shem Guibbory : violon
- Mark Isham : synthétiseurs
- John Mahoney : synclavier
- Maxine Neuman : violoncelle
- C.P. Roth : synthétiseurs, piano, orgue
- Roger Squitero : percussions